# Takeo (miasto)
Takeo (jap. 武雄市 Takeo-shi) – miasto w Japonii, na wyspie Kiusiu, w prefekturze Saga.

## Historia
- 1 kwietnia 1889 – powstał współczesny układ miejski. Na terenie obecnego miasta znajdowało się miasteczko Takeo oraz 11 wsi: Asahi, Hashishita, Higashikawanobori, Kitagata, Kitsu, Nakato, Nishikawanobori, Sumiyoshi, Takeo, Takeuchi oraz Wakaki.
- 7 czerwca 1900 – wieś Takeo została połączona z miejscowością Takeo.
- 29 kwietnia 1944 – wieś Kitamura zdobyła status miasteczka.
- 1 kwietnia 1954 – miasteczko Takeo zostało połączone z wioskami Asahi, Hashishita, Higashikawanobori, Nishikawanobori, Takeuchi i Wakagi zdobywając status miasta. Wsie Sumiyoshi i Nakato zostały połączone w jedną wioskę Yamauchi.
- 1 kwietnia 1956 – wieś Hashishita została podzielona i połączona z miasteczkami Kitagata i Shiroishi.
- 1 września 1960 – wieś Yamauchi zdobyła status miasteczka.
- 1 marca 2006 – miasteczka Kitagata i Yamauchi zostały połączone z miastem Takeo.

## Populacja
Zmiany w populacji Takeo w latach 1970–2015:
| Rok  | Populacja |
| ---- | --------- |
| 1970 | 53 997    |
| 1975 | 52 041    |
| 1980 | 53 156    |
| 1985 | 54 319    |
| 1990 | 54 004    |
| 1995 | 53 943    |
| 2000 | 53 068    |
| 2005 | 51 497    |
| 2010 | 50 715    |
| 2015 | 49 108    |